# Google Translate
Google Translate (på dansk: Google Oversæt) er et gratis webbaseret program til maskinoversættelse. Google Oversæt blev lavet af forskergruppen hos Google og oprindelig lanceret i april 2006. Der kan pr. april 2024 oversættes til og fra 133 sprog. Ifølge Google selv har tjenesten verden over mere end 500 millioner brugere dagligt.

## Fremgangsmåde
Oprindelig byggede oversættelsestjenesten på statistisk maskinoversættelse, hvor den pågældende tekst først blev oversat til engelsk og derfra til det ønskede andet sprog, og hvor der for hvert udtryk søgtes en oversættelse ved bl.a. at sammenligne millioner af dokumenter, der allerede var forsynet med en officiel oversættelse, således officielle dokumenter fra FN og Europaparlamentet. Disse oversættelser var ikke særlig nøjagtige. De kunne give et overordnet indtryk af indholdet i den oprindelige tekst, men var langtfra på højde med, hvordan en kompetent menneskelig tolk kunne oversætte den samme tekst. I 2016 meddelte Google, at man gik over til at anvende kunstige neurale netværk, en form for kunstig intelligens, der anvender såkaldt deep learning i oversættelsen. Det kan give større nøjagtighed i oversættelsen, bl.a. fordi man ser på sammenhængen i hele sætningen i stedet for at forsøge at oversætte de enkelte elementer isoleret uden hensyn til konteksten.
Ved søgninger på eksempelvis den danske udgave af Google kan man blive tilbudt en maskinoversættelse af de enkelte søgeresultater, hvis de er skrevet på et sprog, der er understøttet af Google Translate.

## Understøttede sprog
Google Translate kan pr. april 2024 oversætte til og fra følgende 133 sprog.
1. Afrikaans
2. Albansk
3. Amharisk
4. Arabisk
5. Armensk
6. Aserbajdsjansk
7. Assamesisk
8. Aymara
9. Bambara
10. Baskisk
11. Bengali
12. Bhojpuri
13. Bosnisk
14. Bulgarsk
15. Burmesisk
16. Cebuano
17. Chichewa
18. Dansk
19. Dhivehi
20. Dogri
21. Engelsk
22. Esperanto
23. Estisk
24. Ewe
25. Finsk
26. Fransk
27. Frisisk (vestfrisisk)
28. Galicisk
29. Georgisk
30. Græsk
31. Guarani
32. Gujarati
33. Haitisk kreol
34. Hausa
35. Hawaiiansk
36. Hebraisk
37. Hindi
38. Hmong
39. Hviderussisk
40. Igbo
41. Ilokano
42. Indonesisk
43. Irsk
44. Islandsk
45. Italiensk
46. Japansk
47. Javanesisk
48. Jiddisch
49. Kannada
50. Kasakhisk
51. Katalansk
52. Khmer
53. Kinesisk (forenklet)
54. Kinesisk (traditionelt)
55. Kinyarwanda
56. Kirgirsk
57. Konkani
58. Koreansk
59. Korsikansk
60. Krio
61. Kroatisk
62. Kurdisk ( Kurmanji)
63. Kurdisk ( Sorani)
64. Laotisk
65. Latin
66. Lettisk
67. Lingala
68. Litauisk
69. Luganda
70. Luxembourgsk
71. Maithili
72. Makedonsk
73. Malagassisk
74. Malajisk
75. Malayalam
76. Maltesisk
77. Maori
78. Marathi
79. Meiteilon(Manipuri)
80. Mizo
81. Mongolsk
82. Nederlandsk
83. Nepalesisk
84. Norsk (Bokmål)
85. Odia
86. Oromo
87. Pashto
88. Persisk
89. Polsk
90. Portugisisk
91. Punjabi
92. Quechua
93. Rumænsk
94. Russisk
95. Samoansk
96. Sanskrit
97. Sepedi
98. Serbisk
99. Sesotho
100. Shona
101. Sindhi
102. Sinhala
103. Skotsk gælisk
104. Slovakisk
105. Slovensk
106. Somalisk
107. Spansk
108. Sundanesisk
109. Svensk
110. Swahili
111. Tadsjikisk
112. Tagalog
113. Tamil
114. Tatarisk
115. Telugu
116. Thailandsk
117. Tigrinyansk
118. Tjekkisk
119. Tsonga
120. Turkmensk
121. Twi
122. Tyrkisk
123. Tysk
124. Uighursk
125. Ukrainsk
126. Ungarsk
127. Urdu
128. Usbekisk
129. Vietnamesisk
130. Walisisk
131. Xhosa
132. Yoruba
133. Zulu